# A Rapariga Rebelde
The Naughtiest Girl (Rapariga Rebelde em Portugal) foi uma colecção de romances escritos por Enid Blyton nos anos 1940s-50.  Incomumente na obra de Enid Blyton, a acção passa-se num colégio interno progressivo em vez de um tradicional. A escritora Anne Digby, autora da colecção Trebizon, continuou a colecção. 

## Personagens
A personagem principal é Elizabeth Allen, uma menina muito mimada cujo mau comportamento provoca a demissão da sua governanta. É enviada para o colégio de Whiteleafe, estando determinada a comportar-se tão mal de forma a ser  expulsa. Contudo, a meio do primeiro período, apercebe-se da solidão que sofre por ser filha única e começa a comportar-se bem.
A segunda personagem principal é a sua melhor amiga Joan Townsend, que dá o seu melhor para que Elizabeth se comporte bem.
No segundo livro, ''The Naughtiest Girl Again'', Elizabeth cria dois inimigos (Robert Jones e Kathleen) mas, mais tarde, torna-se grande amiga destes; no terceiro livro, ''The Naughtiest Girl is a Monitor'' é acerca dos alunos o Julian e a Arabella. 

## Livros
- De volta a Whyteleafe ou A rapariga rebelde regressa à escola – no original The Naughtiest Girl Again (1942)

## Continuação de Anne Digby
Os títulos criados adicionalmente por Anne Digby, a convite dos donos dos direitos de autor de Enid Blyton, foram descritos como “idênticos” por um crítico na medida em que recriam de uma forma persuasiva a publicação original e a sua atmosfera mas com “toques bem vindos de ingenuidade e conservadorismo”. São: 
- A rapariga rebelde guarda um segredo  – no original The Naughtiest Girl Keeps a Secret (1999)
- A rapariga rebelde ajuda uma amiga – no original The Naughtiest Girl Helps a Friend (1999)
- A rapariga rebelde é uma heroína – no original The Naughtiest Girl Saves the Day (2000)
- És a maior, rapariga rebelde! – no original Well Done, the Naughtiest Girl! (2000)
- A rapariga rebelde quer vencer – no original The Naughtiest Girl Wants to Win (2001)
- A rapariga rebelde está imparável – no original The Naughtiest Girl Marches On (2001)